# Táp
Táp é um município da Hungria, situado no condado de Győr-Moson-Sopron. Tem 19,88 km² de área e sua população em 2015 foi estimada em 722 habitantes.(110 habitantes por km²)